# Großer Preis von Großbritannien 1963
Der Große Preis von Großbritannien 1963 (offiziell XVI RAC British Grand Prix) fand am 20. Juli auf dem Silverstone Circuit in Silverstone statt und war das fünfte Rennen der Automobil-Weltmeisterschaft 1963.

## Berichte

### Hintergrund
Der Große Preis von Großbritannien fand in den vorangegangenen Jahren auf dem Aintree Circuit statt und kehrte nach 1960 auf den Silverstone Circuit zurück. Ab diesem Jahr wechselte der Austragungsort jährlich mit Brands Hatch, dieser Wechsel wurde bis 1987 vollzogen, bevor Silverstone dauerhafter Austragungsort des Grand Prix wurde.
Durch die Verletzungspausen von Willy Mairesse und Ludovico Scarfiotti hatte Ferrari nur einen Fahrer zur Verfügung und meldete aus diesem Grund wie beim Großen Preis von Großbritannien 1962 zuvor nur einen Wagen für das Rennen. B.R.M. verzichtete auf einen Einsatz des neuen BRM P61; sowohl Graham Hill als auch Richie Ginther fuhren den älteren BRM P57. A.T.S. pausierte für ein weiteres Rennen, Scirocco-Powell fuhr das erste Mal mit zwei Fahrern. Neben Tony Settember pilotierte Ian Burgess das zweite Fahrzeug und bestritt sein erstes Saisonrennen.
Bei den Teams mit privaten Fahrzeugen debütierte Mike Hailwood in der Automobilweltmeisterschaft. Zuvor fuhr er wie John Surtees in der Motorradweltmeisterschaft und war mehrmaliger Weltmeister. Hailwood war neben Chris Amon und Masten Gregory für Reg Parnell Racing gemeldet und fuhr einen Lotus 24. Ian Raby bestritt ebenfalls sein erstes Rennen im Rahmen der Automobilweltmeisterschaft, er fuhr dabei einen Gilby 62. Dies war das letzte Rennen eines Wagens von Gilby Engineering. Außerdem debütierte Bob Anderson, er fuhr einen Lola Mk4 für DW Racing Enterprises.
Jack Brabham bestritt seinen 50. Grand Prix.
Mit Jim Clark und Brabham nahmen zwei ehemalige Sieger am Rennen teil, bei den Konstrukteuren war Ferrari bereits siebenmal und Cooper zweimal erfolgreich. In der Fahrerwertung führte Clark deutlich vor der Konkurrenz, nachdem er drei der ersten vier Saisonrennen gewonnen hatte. In der Konstrukteurswertung führte Lotus mit großem Vorsprung vor Cooper und B.R.M.

### Training
Zum dritten Mal in Folge und zum vierten Mal in der Saison erzielte Clark die Pole-Position. Im Gegensatz zu den vorherigen Rennen hatte er dieses Mal nur einen knappen Vorsprung auf den Zweitplatzierten, Dan Gurney auf Brabham. Sein Teamkollege und Teamchef Brabham qualifizierte sich für den vierten Platz hinter Graham Hill. Dahinter folgte Surtees vor den beiden Werks-Cooper von Bruce McLaren und Tony Maggs. Bester Fahrer mit einem Kundenfahrzeug war Lorenzo Bandini, der einen BRM P57 für die Scuderia Centro Sud fuhr und ihn für Platz acht qualifizierte. Ginther und Trevor Taylor komplettierten die ersten zehn.
Die Konstrukteure Scirocco, Gilby und Lola Cars und Porsche belegten Plätze im hinteren Feld und waren nicht konkurrenzfähig.

### Rennen
Beim Start verlor Clark vier Positionen und fiel auf Rang fünf zurück. Brabham ging in Führung vor seinem Teamkollegen Gurney, wodurch erstmals seit dem Großen Preis von Monaco vier Rennen vorher wieder ein anderer Fahrer als Clark einen Grand Prix anführte. McLaren und Graham Hill lagen nach dem Start auf den Plätzen drei und vier. Allerdings war Clark erneut der schnellste Fahrer im Feld und innerhalb von nur vier Runden überholte er alle seine Konkurrenten vor ihm und übernahm die Führung. Daraufhin baute er seinen Vorsprung kontinuierlich aus.
In Runde sechs schied McLaren mit Motorschaden aus, sodass Graham Hill sich auf den vierten Platz verbesserte. Gurney überholte Brabham beim Zweikampf um Rang zwei, kurz darauf schied Brabham ebenfalls mit Motorschaden aus. Auch die beiden Scirocco und Ireland auf BRP fielen in der Anfangsphase des Rennens aus. Bei allen drei Wagen war ein Problem mit der Zündung die Ursache. Clark profitierte von den Ausfällen der Konkurrenz und vergrößerte seinen Vorsprung auf mehr als eine Minute, als auch Gurney einen Motorschaden an seinem Brabham hatte und ausfiel. Zuvor duellierten sich Graham Hill und John Surtees um den dritten Rang und überholten sich dabei mehrfach. Graham Hill ging als Sieger aus diesem Zweikampf und als neuer Zweiter kam er näher an Clark heran. Sechs Runden vor Rennende betrug sein Abstand zum Führenden nur noch 36 Sekunden.
Im hinteren Feld schieden im letzten Renndrittel Raby, Jo Bonnier und Jo Siffert mit technischen Defekten aus. Graham Hill hatte in der letzten Rennrunde kein Benzin mehr und rollte aus, erreichte aber noch die Ziellinie als Dritter. Dadurch konnte Surtees ihn noch überholen und den Grand Prix auf Platz zwei beenden. Er fuhr zudem die schnellste Rennrunde, seine zweite in der Saison. Clark gewann das vierte Rennen in Folge und baute seinen Vorsprung in der Fahrerwertung weiter aus. Es war sein zweiter von insgesamt vier Siegen in Folge beim Großen Preis von Großbritannien. Mit einer Runde Rückstand kam Ginther auf Platz vier ins Ziel, Bandini erreichte die Punkteränge auf Rang fünf. Den ersten Punkt seiner Karriere erzielte Hall für Position sechs. Chris Amon verfehlte erneut die Punkteränge knapp, er wurde Siebter vor Hailwood, Maggs und Beaufort.
In der Fahrerwertung führte Clark mit 22 Punkten Vorsprung auf Ginther, der sich in dieser Wertung um einen Platz verbesserte. Graham Hill und John Surtees hatten 23 Zähler Rückstand auf Clark und belegten die Ränge drei und vier. In der Konstrukteurswertung vergrößerte sich der Vorsprung von Lotus auf 19 Punkte, neuer Zweiter war B.R.M., Cooper fiel auf Platz drei zurück. Noch hatten alle Fahrer und Teams theoretische Chancen auf die jeweiligen Titel.

## Meldeliste
| Team                        | Nr. | Fahrer                  | Chassis        | Motor          | Reifen |
| --------------------------- | --- | ----------------------- | -------------- | -------------- | ------ |
| Owen Racing Organisation    | 01  | Graham Hill             | BRM P57        | BRM 1.5 V8     | D      |
| Owen Racing Organisation    | 02  | Richie Ginther          | BRM P57        | BRM 1.5 V8     | D      |
| Scuderia Centro Sud         | 03  | Lorenzo Bandini         | BRM P57        | BRM 1.5 V8     | D      |
| Team Lotus                  | 04  | Jim Clark               | Lotus 25       | Climax 1.5 V8  | D      |
| Team Lotus                  | 05  | Trevor Taylor           | Lotus 25       | Climax 1.5 V8  | D      |
| Cooper Car Company          | 06  | Bruce McLaren           | Cooper T66     | Climax 1.5 V8  | D      |
| Cooper Car Company          | 07  | Tony Maggs              | Cooper T66     | Climax 1.5 V8  | D      |
| Brabham Racing Organisation | 08  | Jack Brabham            | Brabham BT7    | Climax 1.5 V8  | D      |
| Brabham Racing Organisation | 09  | Dan Gurney              | Brabham BT7    | Climax 1.5 V8  | D      |
| Scuderia Ferrari SpA SEFAC  | 10  | John Surtees            | Ferrari 156/63 | Ferrari 1.5 V6 | D      |
| British Racing Partnership  | 11  | Innes Ireland           | BRP Mk1        | BRM 1.5 V8     | D      |
| British Racing Partnership  | 11  | Innes Ireland           | Lotus 24       | BRM 1.5 V8     | D      |
| British Racing Partnership  | 12  | Jim Hall                | Lotus 24       | BRM 1.5 V8     | D      |
| Rob Walker Racing Team      | 14  | Jo Bonnier              | Cooper T66     | Climax 1.5 V8  | D      |
| Scirocco-Powell             | 15  | Tony Settember          | Scirocco 01    | BRM 1.5 V8     | D      |
| Scirocco-Powell             | 16  | Ian Burgess             | Scirocco 02    | BRM 1.5 V8     | D      |
| Reg Parnell Racing          | 19  | Chris Amon              | Lola Mk4A      | Climax 1.5 V8  | D      |
| Reg Parnell Racing          | 20  | Mike Hailwood           | Lotus 24       | Climax 1.5 V8  | D      |
| Reg Parnell Racing          | 21  | Masten Gregory          | Lotus 24       | BRM 1.5 V8     | D      |
| DW Racing Enterprises       | 22  | Bob Anderson            | Lola Mk4       | Climax 1.5 V8  | D      |
| Ecurie Maarsbergen          | 23  | Carel Godin de Beaufort | Porsche 718    | Porsche 1.5 B4 | D      |
| Tim Parnell                 | 24  | John Campbell-Jones     | Lola Mk4       | Climax 1.5 V8  | D      |
| Siffert Racing Team         | 25  | Jo Siffert              | Lotus 24       | BRM 1.5 V8     | D      |
| Ian Raby Racing             | 26  | Ian Raby                | Gilby 62       | BRM 1.5 V8     | D      |

Anmerkungen
1. 1 2  Ireland fuhr den BRP mit der Nummer 11 in den Trainingssitzungen und im Rennen.

## Klassifikationen

### Startaufstellung
| Pos. | Fahrer                  | Konstrukteur    | Zeit   | Ø-Geschwindigkeit | Start |
| ---- | ----------------------- | --------------- | ------ | ----------------- | ----- |
| 01   | Jim Clark               | Lotus-Climax    | 1:34,4 | 179,66 km/h       | 01    |
| 02   | Dan Gurney              | Brabham-Climax  | 1:34,6 | 179,28 km/h       | 02    |
| 03   | Graham Hill             | B.R.M.          | 1:34,8 | 178,90 km/h       | 03    |
| 04   | Jack Brabham            | Brabham-Climax  | 1:35,0 | 178,52 km/h       | 04    |
| 05   | John Surtees            | Ferrari         | 1:35,2 | 178,15 km/h       | 05    |
| 06   | Bruce McLaren           | Cooper-Climax   | 1:35,4 | 177,77 km/h       | 06    |
| 07   | Tony Maggs              | Cooper-Climax   | 1:36,0 | 176,66 km/h       | 07    |
| 08   | Lorenzo Bandini         | B.R.M.          | 1:36,0 | 176,66 km/h       | 08    |
| 09   | Richie Ginther          | B.R.M.          | 1:36,0 | 176,66 km/h       | 09    |
| 10   | Trevor Taylor           | Lotus-Climax    | 1:36,8 | 175,20 km/h       | 10    |
| 11   | Innes Ireland           | BRP-B.R.M.      | 1:36,8 | 175,20 km/h       | 11    |
| 12   | Jo Bonnier              | Cooper-Climax   | 1:36,8 | 175,20 km/h       | 12    |
| 13   | Jim Hall                | Lotus-B.R.M.    | 1:37,0 | 174,84 km/h       | 13    |
| 14   | Chris Amon              | Lola-Climax     | 1:37,2 | 174,48 km/h       | 14    |
| 15   | Jo Siffert              | Lotus-B.R.M.    | 1:38,4 | 172,35 km/h       | 15    |
| 16   | Bob Anderson            | Lola-Climax     | 1:39,0 | 171,31 km/h       | 16    |
| 17   | Mike Hailwood           | Lotus-Climax    | 1:39,8 | 169,94 km/h       | 17    |
| 18   | Tony Settember          | Scirocco-B.R.M. | 1:40,8 | 168,25 km/h       | 18    |
| 19   | Ian Raby                | Gilby-B.R.M.    | 1:42,4 | 165,62 km/h       | 19    |
| 20   | Ian Burgess             | Scirocco-B.R.M. | 1:42,6 | 165,30 km/h       | 20    |
| 21   | Carel Godin de Beaufort | Porsche         | 1:43,4 | 164,02 km/h       | 21    |
| 22   | Masten Gregory          | Lotus-B.R.M.    | 1:44,2 | 162,76 km/h       | 22    |
| 23   | John Campbell-Jones     | Lola-Climax     | 1:48,8 | 155,88 km/h       | 23    |

### Rennen
| Pos. | Fahrer                  | Konstrukteur    | Runden | Stopps | Zeit       | Start | Schnellste Runde |
| ---- | ----------------------- | --------------- | ------ | ------ | ---------- | ----- | ---------------- |
| 01   | Jim Clark               | Lotus-Climax    | 82     | 0      | 2:14:09,6  | 01    |                  |
| 02   | John Surtees            | Ferrari         | 82     | 0      | + 25,8     | 05    | 1:36,0           |
| 03   | Graham Hill             | B.R.M.          | 82     | 0      | + 37,6     | 03    |                  |
| 04   | Richie Ginther          | B.R.M.          | 81     | 0      | + 1 Runde  | 09    |                  |
| 05   | Lorenzo Bandini         | B.R.M.          | 81     | 0      | + 1 Runde  | 08    |                  |
| 06   | Jim Hall                | Lotus-B.R.M.    | 80     | 0      | + 2 Runden | 13    |                  |
| 07   | Chris Amon              | Lola-Climax     | 80     | 0      | + 2 Runden | 14    |                  |
| 08   | Mike Hailwood           | Lotus-Climax    | 78     | 0      | + 4 Runden | 17    |                  |
| 09   | Tony Maggs              | Cooper-Climax   | 78     | 0      | + 4 Runden | 07    |                  |
| 10   | Carel Godin de Beaufort | Porsche         | 76     | 0      | + 6 Runden | 21    |                  |
| 11   | Masten Gregory          | Lotus-B.R.M.    | 75     | 0      | + 7 Runden | 22    |                  |
| 12   | Bob Anderson            | Lola-Climax     | 75     | 0      | + 7 Runden | 16    |                  |
| 13   | John Campbell-Jones     | Lola-Climax     | 74     | 0      | + 8 Runden | 23    |                  |
| –    | Jo Siffert              | Lotus-B.R.M.    | 66     | 0      | DNF        | 15    |                  |
| –    | Jo Bonnier              | Cooper-Climax   | 65     | 0      | DNF        | 12    |                  |
| –    | Dan Gurney              | Brabham-Climax  | 59     | 0      | DNF        | 02    |                  |
| –    | Ian Raby                | Gilby-B.R.M.    | 59     | 0      | DNF        | 19    |                  |
| –    | Ian Burgess             | Scirocco-B.R.M. | 36     | 0      | DNF        | 20    |                  |
| –    | Jack Brabham            | Brabham-Climax  | 27     | 0      | DNF        | 04    |                  |
| –    | Innes Ireland           | BRP-B.R.M.      | 26     | 0      | DNF        | 11    |                  |
| –    | Trevor Taylor           | Lotus-Climax    | 23     | 0      | DNF        | 10    |                  |
| –    | Tony Settember          | Scirocco-B.R.M. | 20     | 0      | DNF        | 18    |                  |
| –    | Bruce McLaren           | Cooper-Climax   | 6      | 0      | DNF        | 06    |                  |

## WM-Stände nach dem Rennen
Die ersten sechs des Rennens bekamen 9, 6, 4, 3, 2, 1 Punkte. Es zählten nur die sechs besten Ergebnisse aus zehn Rennen. In der Konstrukteurswertung zählten dabei nur die Punkte des bestplatzierten Fahrers eines Teams.

### Fahrerwertung
| Pos. | Fahrer                  | Konstrukteur                  | Punkte |
| ---- | ----------------------- | ----------------------------- | ------ |
| 01   | Jim Clark               | Lotus-Climax                  | 36     |
| 02   | Richie Ginther          | B.R.M.                        | 14     |
| 03   | Graham Hill             | B.R.M.                        | 13     |
| 04   | John Surtees            | Ferrari                       | 13     |
| 05   | Dan Gurney              | Brabham-Climax                | 12     |
| 06   | Bruce McLaren           | Cooper-Climax                 | 10     |
| 07   | Tony Maggs              | Cooper-Climax                 | 8      |
| 08   | Innes Ireland           | BRP-B.R.M / Lotus-B.R.M.      | 3      |
| 09   | Jack Brabham            | Brabham-Climax / Lotus-Climax | 3      |
| 10   | Joakim Bonnier          | Cooper-Climax                 | 2      |
| 11   | Lorenzo Bandini         | B.R.M.                        | 2      |
| 12   | Trevor Taylor           | Lotus-Climax                  | 1      |
| 13   | Carel Godin de Beaufort | Porsche                       | 1      |
| 14   | Joseph Siffert          | Lotus-B.R.M.                  | 1      |
| 15   | Ludovico Scarfiotti     | Ferrari                       | 1      |

| Pos. | Fahrer              | Konstrukteur               | Punkte |
| ---- | ------------------- | -------------------------- | ------ |
| 16   | Jim Hall            | Lotus-B.R.M.               | 1      |
| 17   | Chris Amon          | Lola-Climax                | 0      |
| 18   | Maurice Trintignant | Lotus-Climax / Lola-Climax | 0      |
| 19   | Tony Settember      | Scirocco-B.R.M.            | 0      |
| 20   | Mike Hailwood       | Lotus-Climax               | 0      |
| 21   | Masten Gregory      | Lotus-B.R.M.               | 0      |
| 22   | Bob Anderson        | Lola-Climax                | 0      |
| 23   | John Campbell-Jones | Lola-Climax                | 0      |
| –    | Phil Hill           | Lotus-B.R.M / A.T.S.       | 0      |
| –    | Willy Mairesse      | Ferrari                    | 0      |
| –    | Lucien Bianchi      | Lola-Climax                | 0      |
| –    | Giancarlo Baghetti  | A.T.S.                     | 0      |
| –    | Gerhard Mitter      | Porsche                    | 0      |
| –    | Ian Raby            | Gilby-B.R.M                | 0      |
| –    | Ian Burgess         | Scirocco-B.R.M.            | 0      |

### Konstrukteurswertung
| Pos. | Konstrukteur   | Punkte |
| ---- | -------------- | ------ |
| 01   | Lotus-Climax   | 37     |
| 02   | B.R.M.         | 18     |
| 03   | Cooper-Climax  | 16     |
| 04   | Brabham-Climax | 13     |
| 05   | Ferrari        | 13     |
| 06   | BRP-B.R.M.     | 3      |

| Pos. | Konstrukteur    | Punkte |
| ---- | --------------- | ------ |
| 07   | Lotus-B.R.M.    | 2      |
| 08   | Porsche         | 1      |
| 09   | Scirocco-B.R.M. | 0      |
| –    | Lola-Climax     | 0      |
| –    | A.T.S.          | 0      |
| –    | Gilby-B.R.M.    | 0      |